# Johan Botha
Johan Botha (* 10. ledna 1974) je bývalý jihoafrický atlet, běžec, který se věnoval středním tratím. Jeho hlavní disciplínou byl běh na 800 metrů.
Na přelomu 20. a 21. století patřil do světové špičky běžců na 800 metrů. V roce 1999 se stal halovým mistrem světa v běhu na 800 metrů, ve stejné sezóně zaběhl svůj nejlepší čas na této trati 1:43,91. Při obhajobě titulu o dva roky později vybojoval stříbrnou medaili. Na olympiádě v Sydney v běhu na 800 metrů skončil v semifinále.